# Dombrowka (Gogolin)
Dombrowka (polnisch Dąbrówka, 1936–1945 Klein Eichen) ist ein Ort in der Stadt- und Landgemeinde Gogolin im Powiat Krapkowicki der Woiwodschaft Opole (Oppeln) in Polen.

## Geographie
Das Straßendorf Dombrowka liegt vier Kilometer östlich von Gogolin, zehn Kilometer östlich von Krapkowice (Krappitz) und 32 Kilometer südöstlich von Opole (Oppeln). Nördlich erhebt sich die Sakrauer Spitze. Durch den Ort verläuft die Woiwodschaftsstraße Droga wojewódzka 409.
Nachbarorte von Dombrowka sind im Westen Gogolin, im Osten Sprentschütz (Sprzęcice) und Ligota Dolna (Nieder Ellguth) und im Süden Sakrau (Zakrzów).

## Geschichte

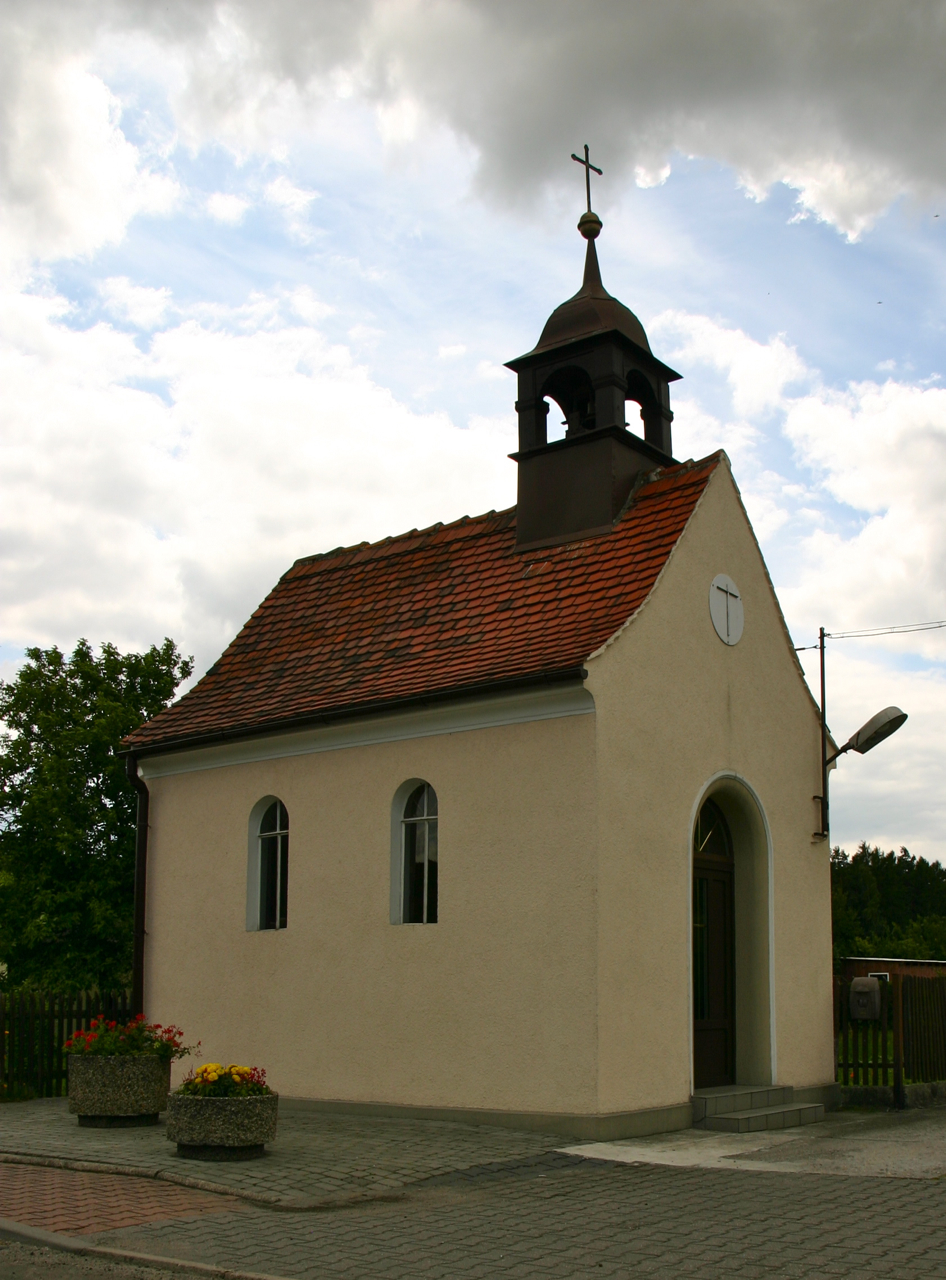
Nepomukkapelle

Der Ort wurde 1361 erstmals urkundlich als “Dambrowcam” erwähnt. 1534 erfolgte eine Erwähnung als Dumbrowka.
Nach dem Ersten Schlesischen Krieg fiel Dombrowka 1742 mit dem größten Teil Schlesiens an Preußen. 1783 hatte das Dorf 55 Einwohner.
Nach der Neuorganisation der Provinz Schlesien gehörte die Landgemeinde Dombrowka ab 1816 zum Landkreis Groß Strehlitz im Regierungsbezirk Oppeln. 1845 bestanden in Ort ein Kretscham und 16 Häuser. Im gleichen Jahr zählte Dombrowka 115 Einwohner, davon einer evangelisch. 1861 zählte Dombrowka 150 Einwohner. 1865 hatte der Ort zwei Bauern-, 13 Gärtner- und zwei Häuslerstellen. Eingepfarrt waren die Bewohner nach Wyssoka. 1874 wurde der Amtsbezirk Gogolin gegründet, welcher die Landgemeinden Dombrowka, Gogolin, Goradze und Sacrau und die Gutsbezirke Dombrowka, Gogolin Vorwerk, Goradze Vorwerk und Oberhof umfasste.
Bei der Volksabstimmung in Oberschlesien am 20. März 1921 stimmten 33 Wahlberechtigte für einen Verbleib bei Deutschland und 70 für Polen. Dombrowka verblieb beim Deutschen Reich. 1933 lebten im Ort 152 Einwohner. Am 7. Juli 1936 wurde der Ort in Klein Eichen umbenannt. 1939 hatte der Ort 155 Einwohner. Bis 1945 befand sich der Ort im Landkreis Groß Strehlitz.
1945 kam der bisher deutsche Ort unter polnische Verwaltung und wurde in Dąbrówka umbenannt und der Woiwodschaft Schlesien angeschlossen. 1950 kam der Ort zur Woiwodschaft Oppeln. 1999 kam der Ort zum Powiat Krapkowicki. Am 30. April 2010 erhielt der Ort zusätzlich den amtlichen deutschen Ortsnamen Dombrowka.

## Wappen

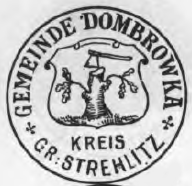
Altes Siegel der Gemeinde

Alte Siegel und Stempel des Ortes zeigen den Baumstumpf einer Eiche (entsprechend dem Namen, Domb bedeutet Eiche), aus dem links und rechts jeweils ein Zweig mit drei Eichenblättern hervorsprießen. Oben ist in den Stumpf eine Axt eingeschlagen.

## Sehenswürdigkeiten
- Nepomukkapelle – in den 1930er Jahren errichtet[4]
- Steinernes Wegekreuz
- Bildstock

## Vereine
- Deutscher Freundschaftskreis